# Лични односи Мајкла Џексона
Лични односи Мајкла Џексона су били предмет пажње јавности и медија неколико деценија. Упознавање америчког поп певача са сексом је почело када је као деветогодишњак био члан бенда Џексон 5. Он и његова браћа су наступали у стриптиз клубовима ступајући у контакт са стриптизетама. Сексуалне авантуре између његове браће и девојака су оставили трага на рани Џексонов живот као и његова искуства са обожаватељкама и проституткама. Забављач се није емоционално везивао до сусрета са својом првом љубављу Тејтум О'Нил, са којом се забављао као тинејџер средином 1970-их. Када су се растали, Џексон је ушао у романсу са Брук Шилдс. Веза није била сексуалне природе, него је представљала, према њиховим речима, снажно пријатељство. Џексон и Шилдс, који су одрастали заједно, све мање су се виђали од 1991. године.
Године 1974, Елвис Пресли је своју ћерку Лису Мери упознао са Џексоном, да би се њих двоје 1993. почели и забављати. Недуго затим, певач је оптужен за сексуално малтретирање детета, као и деценију касније. Лиса Пресли је подржавала Џексона, помагала му је при одвикавању од седатива и наговарала га да оде на лечење. У телефонском разговору, Џексон је запросио Преслијеву. Она је пристала и венчали су се 26. маја 1994. на приватној свечаности у Доминиканској Републици. Брак је за њих двоје био тежак; имали су честа неслагања. Савез је раскинут разводом у августу 1996. да би обоје остали пријатељи.
У току брака са Лисом Пресли, Џексон је имао тајно пријатељство са Деби Роув. Она је била асистент певачевог дерматолога и лечила је певача зараженим витилигом од средине 1980-их. Док је био одвојен од Пресли, али још увек у браку с њом, Роув је са њим затруднела, али је побацила у марту 1996. Након судских споразума и финализације првог развода, Џексон се оженио по други пут трудном Роув 14. новембра 1996. године у Сиднеју, у Аустралији. У овом браку је рођено прво двоје Џексонове деце: син Принц Мајкл Џексон (рођен 13. фебруара 1997) и кћерка Парис Мајкл Кетрин Џексон (рођена 3. априла 1998). Пар се развео 8. октобра 1999. године. Роув је дала пуно старатељство над децом Џексону. Певачево треће и последње дете, син Принц Мајкл Џексон Други, родила је неименована сурогат мајка 21. фебруара 2002. године.